# Орлы (Средиземье)

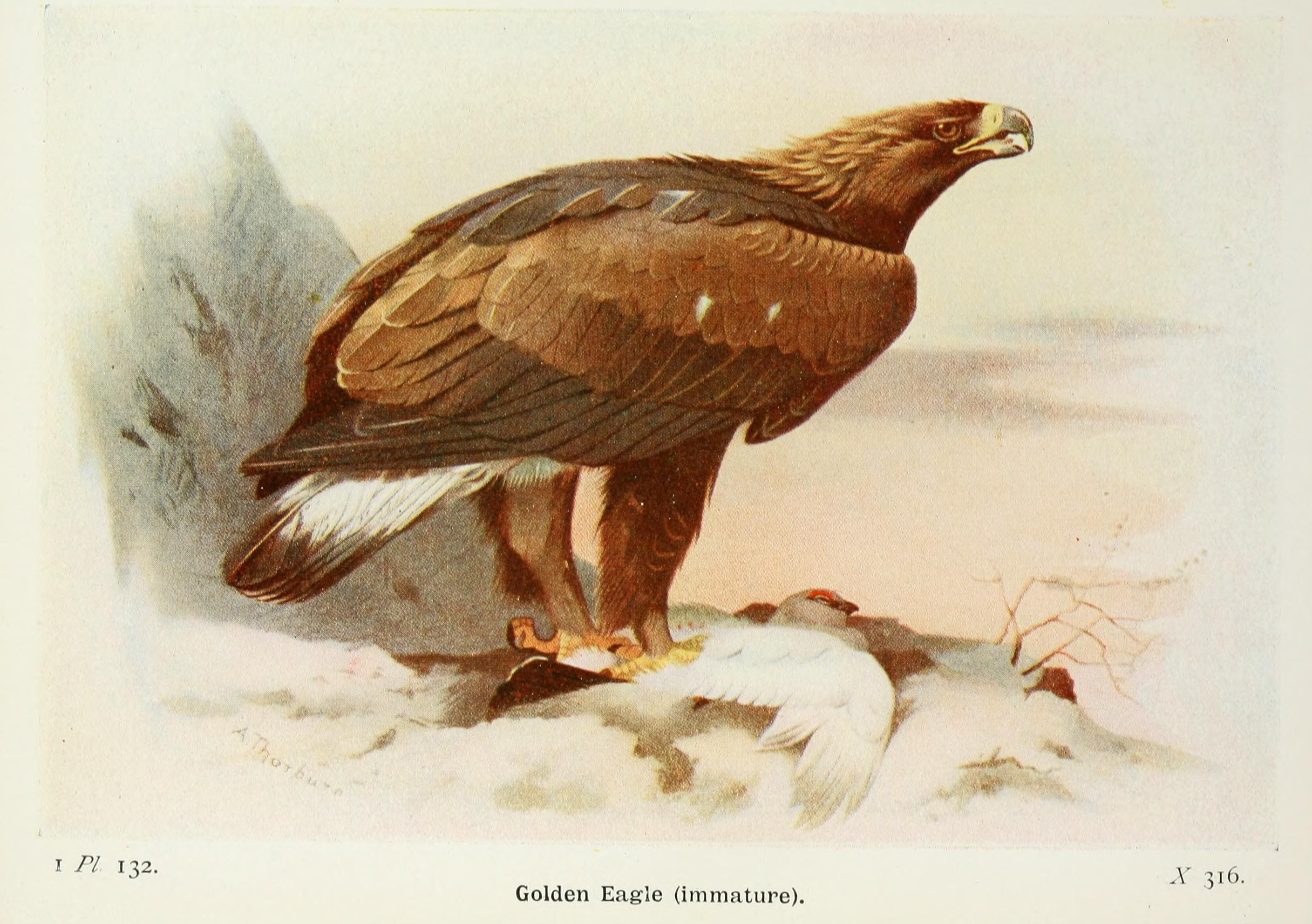
Создавая образ орлов для «Хоббита», Толкин взял за образец картину художника-орнитолога Арчибальда Торберна с изображением британского беркута.

Орлы́ — в легендариуме Дж. Р. Р. Толкина — раса больших и благородных птиц, наделённых разумом и даром речи. Были созданы Манвэ и Йаванной перед пробуждением Детей Илуватара, предположительно, как владыки кельвар (животных).
Орлы были достаточно большими, чтобы унести человека (или гнома вместе с хоббитом); Торондор, величайший из Орлов, имел размах крыльев в 180 футов. Они могли говорить на языках людей и эльфов. Орлы жили достаточно долго и, предположительно, были бессмертны; деяния Торондора охватывают период приблизительно в 600 лет.

## Первая эпоха
В Первую эпоху орлы помогали эльфам и людям противостоять Морготу. Под предводительством Торондора они гнездились в горах Криссаэгрим. Помимо личных подвигов Торондора (спасение Маэдроса и спасение тела убитого Финголфина), деяния Орлов включали в себя: защиту Гондолина от шпионов Моргота; спасение Хурина и Хуора; спасение Берена и Лютиэн; спасение Туора, Идриль и оставшихся в живых жителей Гондолина при бегстве из гибнущего города; а также, при поддержке Эарендиля, решающаяя роль в Войне Гнева — поражение крылатых драконов, что позволило войску Валар одолеть армию Тьмы.

## Вторая эпоха
Во Вторую эпоху большинство Орлов, предположительно, вернулись в Аман. В конце эпохи они прибыли в Нуменор с предупреждением о предстоящей гибели королевства.

## Третья эпоха
В Третью эпоху Орлы Гваихира, обитающие в Мглистых горах, помогали Гэндальфу и Радагасту. Они играли важную роль в путешествии Торина к Одинокой горе с целью вернуть сокровища гномов — избавив последних от гибели в пожаре. Также Орлы всех спасли в Битве Пяти Воинств, прилетев в конце и оказав решающую поддержку. Во время Войны Кольца орлы освободили Гэндальфа из Ортханка. Также орлы участвовали в битве возле Черных Врат, сражаясь с назгулами на крылатых тварях, а также чуть позже спасли Фродо и Сэма с пылающих склонов Ородруина.

## Сюжетное значение
В книгах Толкина орлы часто использовались как средство неожиданного спасения попавших в беду героев, аналог античного приёма deus ex machina. Одна из самых распространённых тем для споров и шуток насчёт «Властелина колец» — что Братство Кольца должно было полететь в Мордор на орлах с самого начала. На эту тему снят известный ролик-пародия «How the Lord of the Rings should have ended», ставший популярным благодаря YouTube. В 2012 году журнал «Мир фантастики» посвятил подробную статью разбору аргументов «за» и «против» такого полёта.